# Stjerneklokke
Stjerneklokke (Campanula poscharskyana) er en stedsegrøn staude i klokke-slægten med lavendelblå stjerneformede blomster, som er hjemmehørende i de Dinariske Alper i Balkan.

## Beskrivelse
Stjerneklokker blomstrer fra midten af foråret til begyndelsen af efteråret. Bladene er 2-4 cm længe, mens selve planten bliver omkring 10 cm høj. Planten dyrkes i det nordlige Europa, enten i blomsterbede i haven eller i urtepotter på vindueskarme, selv om den foretrækker grus eller sand.
Stjerneklokker trives bedst udendørs i løbet af sommeren med korte nætter. Selvom den anses som værende vinterhårdfør, bringer mange avlere dem indendørs, og holder dem i let fugtig jord på en vindueskarm eller i kælderen under en lampe. Planten kan dyrkes fra afskårede stiklinger eller fre et stykke af rødderne.
Kultivering af stjerneklokken har fremavlet sorter af stjerneklokker i mange andre farver, blandt andet den mørkelilla 'stella', den hvide 'E.H. Frost' og den lyserøde 'Lisduggan'.